# Village of the Giants
Village of the Giants is een Amerikaanse Sciencefiction/komediefilm uit 1965. De film werd geregisseerd, geproduceerd en deels geschreven door Bert I. Gordon. De acteurs waren grotendeels tieners en jonge volwassenen.

## Verhaal
De film speelt zich af in het fictieve plaatsje Hainesville. Een groep feestende tieners uit de grote stad (Fred, Pete, Rick, Harry, en hun vriendinnen Merrie, Elsa, Georgette en Jean) krijgen een ongeluk met hun auto, en komen zo vast te zitten in het plaatsje. Een oude vriendin van Fred, Nancy, woont in Hainesville dus zoeken ze haar op. Nancy blijkt ondertussen een relatie te hebben met Mike. Haar kleine broertje "Genius" is een wonderkind die voortdurend bezig is met scheikundige experimenten in de kelder.
Een van Genius’ experimenten resulteert in een explosie. Nadat de rook is opgetrokken blijkt er enkel nog een beker over te zijn met een vreemde drab erin. Dit spul, wat de naam “Goo” krijgt, blijkt een ongewoon effect te hebben. De kat van de familie eet ervan en groeit vrijwel meteen tot het formaat van een tijger. Ook de hond Wolf eet ervan. Mike is onder de indruk en suggereert dat het spul kan worden gebruikt om grotere dieren te fokken en zo de honger uit de wereld te helpen. Genius probeert meteen zijn experiment te herhalen, maar zonder succes.
Ondertussen breken Fred en zijn bende in bij een theater daar ze Nancy niet hebben kunnen vinden. Ze zien een paar eenden langslopen die ook door de Goo tot enorm formaat zijn gegroeid. Tijdens een dorpsfeest de volgende avond proberen ze te achterhalen hoe de eenden zo groot zijn geworden, maar niemand vertelt het hen. Elsa heeft echter geluk: ze vindt Genius en verleidt hem haar te vertellen over de Goo.
Terwijl iedereen op het feest is breekt Pete in bij Genius’s kelderlab en steelt de Goo. Hij haast zich terug naar het theater waar Fred en de anderen zijn. Na enige discussie over wat ze het beste met de Goo kunnen doen dagen Harry en Rick de groep uit er zelf van te eten. Door de Goo veranderen ze alle acht in 15 meter hoge reuzen. Ze gaan terug naar het dorpsfeest, waar ze iedereen angst aanjagen met hun enorme formaat.
Die nacht isoleren de reuzen Hainesville van de buitenwereld door de telefoonpalen te vernielen. Ook gijzelen ze de dochter van de Sheriff om te voorkomen dat iemand hen zal tegenwerken. Mike dringt er bij Genius op aan dat hij meer Goo maakt zodat ze Fred en zijn bende met gelijke wapens kunnen bestrijden. Ondertussen moet de bevolking van Hainesville de reuzen te vriend zien te houden. Alleen de tieners besluiten terug te vechten. Ze proberen Fred te vangen, maar hun plan mislukt en Nancy wordt eveneens gegijzeld.
Mike en Horsey maken een plan om de gijzelaars te bevrijden. Red en Mike leiden de reuzen af terwijl Horsey en een paar anderen het theater binnengaan om de gijzelaars te bevrijden. Ondertussen slaagt Genius er niet in meer Goo te maken. Zijn laatste poging resulteert enkel in een vreemde oranje wolk. Deze wolk blijkt echter de effecten van de Goo teniet te doen. Genius maakt snel nog wat meer van het spul, en haast zich ermee naar het theater. Daar verspreidt hij de oranje wolk, waarna Fred en zijn bende terugkrimpen tot normaal formaat. Nu ze niet langer een bedreiging vormen, worden ze door de woedende inwoners de stad uitgejaagd.

## Rolverdeling
| Acteur          | Personage | Opmerkingen      |
| --------------- | --------- | ---------------- |
| Tommy Kirk      | Mike      |                  |
| Johnny Crawford | Horsey    |                  |
| Beau Bridges    | Fred      |                  |
| Ron Howard      | Genius    | als Ronny Howard |
| Joy Harmon      | Merrie    |                  |
| Robert Random   | Rick      | als Bob Random   |
| Tisha Sterling  | Jean      |                  |
| Charla Doherty  | Nancy     |                  |
| Tim Rooney      | Pete      |                  |
| Kevin O'Neil    | Harry     |                  |
| Gail Gilmore    | Elsa      |                  |
| Toni Basil      | Red       |                  |

## Achtergrond
De film is losjes gebaseerd op H.G. Wells's boek Het voedsel der goden en hoe het op aarde kwam.
De film was een low-budget exploitatiefilm, en niet echt een groot succes. De film werd vooral vertoond in drive-ins. Wel staat de film tegenwoordig bekend als een cultfilmklassieker.
De film werd bespot in een aflevering van de televisieserie Mystery Science Theater 3000.